# Rudolf Krzák
Rudolf Severin Krzák (6. dubna 1914 Bernartice – 22. dubna 2004 Poděbrady) byl československý voják a příslušník výsadku Silica-South.

## Život

### Mládí
Rudolf Krzák se narodil 6. dubna 1914 v Bernarticích. Otec Severin byl vyučený řeznický tovaryš, matka Antonie, rozená Vondrášová, byla v domácnosti. Měl dva bratry a dvě sestry. Po absolvování obecné a měšťanské školy nastoupil na gymnázium v Českých Budějovicích, kde v roce 1934 odmaturoval. Základní vojenskou službu vykonal v Trenčíně a v Žilině, kde byl postupně povýšen na desátníka aspiranta. Poté vystudoval Školu pro důstojníky v záloze v Trenčíně. V letech 1936 až 1937 studoval na Vojenské akademii v Hranicích, kterou ukončil v hodnosti poručíka. Nastoupil službu v Mostě, dále sloužil v Kremnici, Lučenci a Topolčanech. Propuštěn do zálohy byl 15. března 1939 z funkce pobočníka velitele praporu v Českých Budějovicích.

### V exilu
V roce 1939 odešel do společně s Rudolfem Hrubcem do Polska a odtud do Francie. Podepsal závazek do Cizinecké legie a následně sloužil v Dellysu a Oranu u Senegalských střelců. Po vypuknutí války byl v Agde prezentován do československé zahraniční armády. V řadách 1. a poté 3. pěšího pluku se zúčastnil bojů o Francii. Po kapitulaci Francie byl, již v hodnosti poručíka, 12. července 1940 evakuován do Velké Británie.
Ve Velké Británii sloužil na velitelských funkcích do února 1941, kdy byl zařazen na exilové MNO nejprve jako šifrovací důstojník a od května 1942 k Zvláštní skupině D při MNO. Od 19. září 1941 do 18. července 1944 postupně absolvoval základní sabotážní kurz, parakurz, zpravodajský kurz a dále kurz ovládání Euriky a S-Phone. 12. srpna 1944 se přesunul do Itálie.

### Nasazení
Společně se dvěma britskými vojáky byl vysazen mezi italské partyzány. Jeho úkolem bylo získávat slovenské vojáky a české příslušníky Vládního vojska k dezerci a organizovat jejich přesun k československé zahraniční armádě ve Francii. Tento úkol ale nemohl splnit, neboť oddíly Vládního vojska byly přesunuty z hor do nížin. Připojil se tedy k italským partyzánům, se kterými operoval v prostoru Metollo Castello.
V prosinci 1944 se vrátil zpět do Velké Británie. Do března 1945 sloužil jako velící důstojník příslušníků připravovaných výsadkových skupin (sám v té době od 8. ledna do 20. února prodělal sabotážní kurz a parakurz). 28. března byl odeslán do Košic. Jako náčelník štábu 5. pěšího praporu 3. samostatné brigády se dostal do Prahy.
Během heydrichiády ztratil celou rodinu. Otec, matka, sestry a jeden bratr byli nacisty 2. července 1942 vyvražděni za pomoc výsadkové skupině Intransitive.

### Po válce

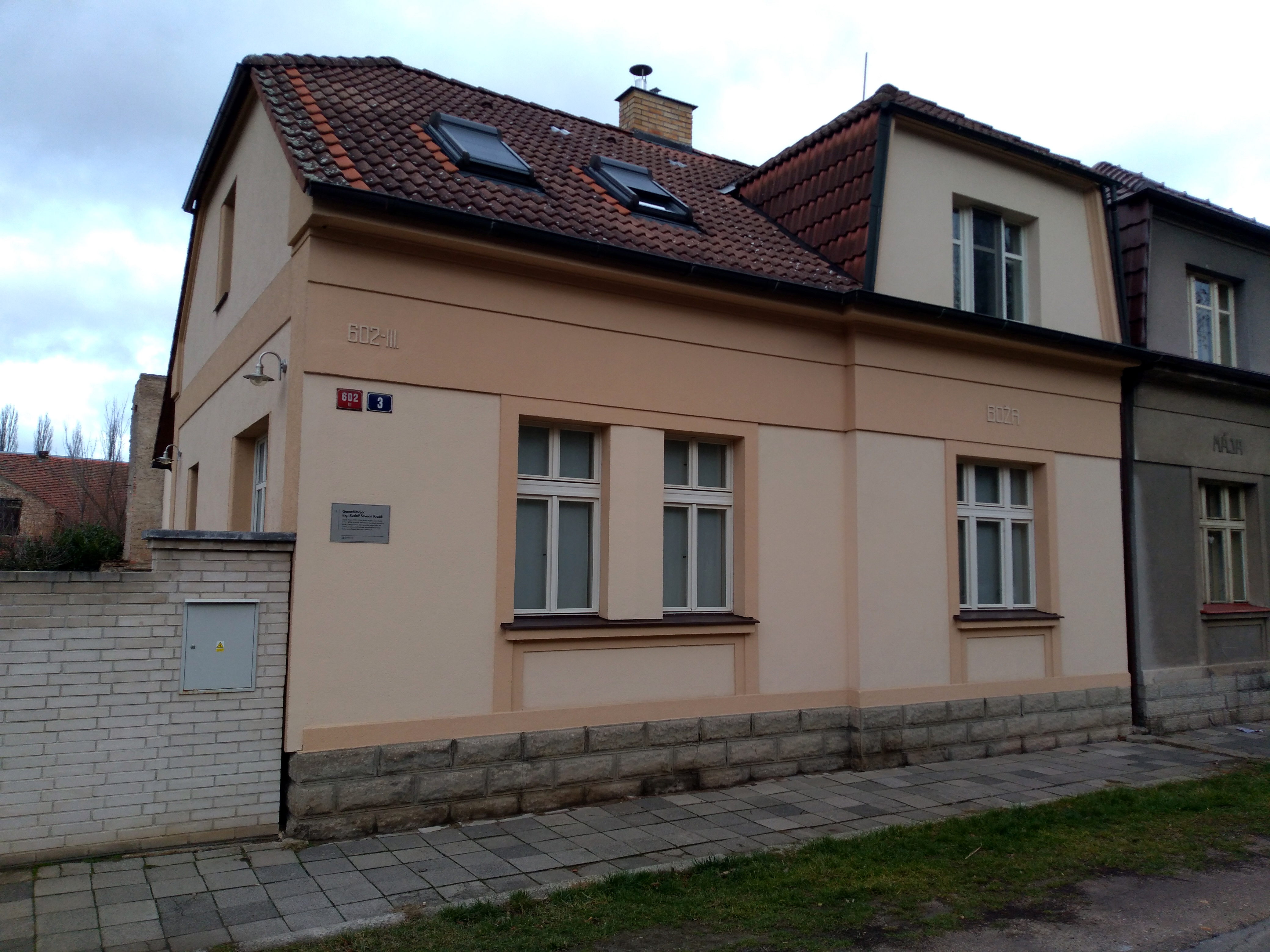
Dům v poděbradské ulici Na Skupici, ve kterém Rudolf Krzák žil v letech 1952–2004

Od konce války se při MNO zabýval úřední likvidací parašutistické složky odboje. 23. července byl povýšen na kapitána, 27. srpna potom do hodnosti majora. Od 31. října 1945 začal studovat Vysokou školu válečnou, v prosinci téhož roku se oženil (z manželství se narodili syn a dcera). Od 1. listopadu 1946 začal pracovat na Hlavním štábu čs. branné moci, v roce 1947, již v hodnosti podplukovníka generálního štábu. stál u zrodu první výsadkové jednotky v československé armádě. a od 1. září 1948 se stal náčelníkem štábu Velitelství výsadkových vojsk.
17. listopadu 1949 byl, společně s velitelem výsadkových vojsk brigádním generálem Karlem Palečkem zatčen a na začátku roku 1950 odsouzen za velezradu, nedovolené ozbrojování a sabotáž Košického vládního programu k 9 letům odnětí svobody. Trest si odpykával na Borech, propuštěn z výkonu trestu byl v roce 1952.
Po propuštění z vězení pracoval jako dělník u geodézie. V roce 1968, poté, co byl rehabilitován nastoupil na MNO. Z MNO byl ale v roce 1970 propuštěn a až do odchodu do důchodu pracoval v dělnických profesích.
Po listopadu 1989 vykonával funkci výkonného tajemníka Čs. obce legionářské. V roce 1993 mu byl udělen titul inženýra, 8. května 1993 byl povýšen do hodnosti generálmajora. Mnoho let svého života bojoval o spravedlivé ocenění příslušníků zahraničních armád.
Zemřel 22. dubna 2004, pohřben byl 11. května do rodinného hrobu v Bernarticích.

## Vyznamenání
- 1940  Československý válečný kříž 1939
- 1944  Pamětní medaile československé armády v zahraničí se štítky Francie a Velká Británie
- 1945  Československá medaile Za chrabrost před nepřítelem
- 1945  Československá medaile za zásluhy I. stupně
- 1945  druhý Československý válečný kříž 1939
- Odznak Československého partyzána [6]
- 1991  Řád Milana Rastislava Štefánika III. třídy
- 2004  Řád Bílého lva, vojenská skupina III. stupně